# The Gentleman's Magazine

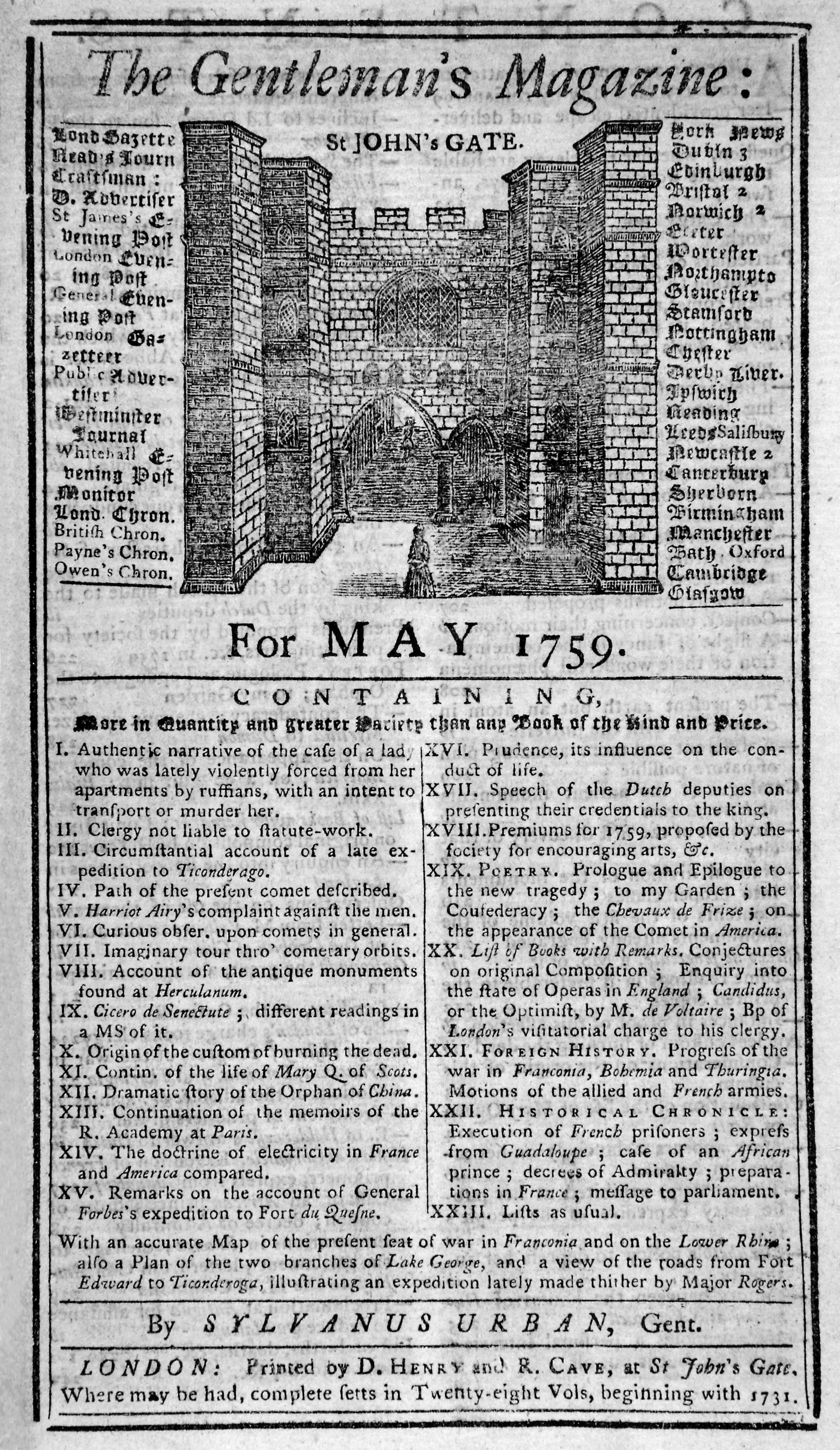
Portada de The Gentleman's Magazine, mayo de 1759.

The Gentleman's Magazine (La Revista del Caballero) fue una revista mensual fundada en Londres, Inglaterra, por Edward Cave en enero de 1731. Fue publicada ininterrumpidamente durante casi 200 años, hasta 1922. Fue la primera publicación inglesa en utilizar el término magazine (del francés magazine, que significa "almacén") para una publicación periódica. El primer empleo regular de Samuel Johnson como escritor fue en The Gentleman's Magazine.

## Historia
El título completo original era The Gentleman's Magazine: or, Trader's monthly intelligencer (La Revista del Caballero, o informante mensual del Comerciante). La innovación de Cave fue crear un compendio mensual de noticias y comentarios sobre cualquier tema que pudiera interesar al público culto, desde los precios de las materias primas hasta la poesía latina. Contaba con contenidos originales de un grupo de colaboradores habituales, así como con amplias citas y extractos de otras publicaciones periódicas y libros. Cave, que editaba The Gentleman's Magazine con el seudónimo "Sylvanus Urban", fue el primero en utilizar el término magazine (que significa "almacén") para una publicación periódica. Las contribuciones a la revista se hacían frecuentemente en forma de cartas dirigidas a "Mr. Urban".  Antes de la fundación de The Gentleman's Magazine, existían revistas especializadas, pero no publicaciones de gran alcance (aunque había habido intentos, como The Gentleman's Journal, que fue editado por Peter Motteux y funcionó de 1692 a 1694). La icónica ilustración de la Puerta de San Juan en Clerkenwell en la portada de cada número (actualizada ocasionalmente a lo largo de los años) representaba la casa de Cave, en efecto, la "oficina" de la revista.
El primer empleo regular de Samuel Johnson como escritor fue en The Gentleman's Magazine. Durante una época en la que los informes parlamentarios estaban prohibidos, Johnson contribuía regularmente con informes parlamentarios como "Debates del Senado de Magna Lilliputia". Aunque reflejaban las posiciones de los participantes, las palabras de los debates eran, en su mayoría, del propio Johnson. El nombre "Columbia", un nombre poético para América acuñado por Johnson, aparece por primera vez en una publicación semanal de 1738 de los debates del Parlamento británico en la revista.
Edward Cave fue un hábil hombre de negocios, y desarrolló un amplio sistema de distribución para The Gentleman's Magazine. Se leía en todo el mundo de habla inglesa y continuó floreciendo a lo largo del siglo XVIII y gran parte del siglo XIX bajo una serie de diferentes editores. La revista solía publicar artículos de contribuyentes cultos, y sobre todo a lo largo del siglo XVIII fue un referente del panorama intelectual inglés, con contribuciones de escritores de la talla de Jonathan Swift, Samuel Johnson o Edward Young. Hacia finales del siglo XIX entró en declive y finalmente dejó de publicarse en septiembre de 1907. Sin embargo, entre finales de 1907 y 1922 se imprimieron números de cuatro páginas cada uno en ediciones muy pequeñas para mantener el título formalmente "en imprenta".

## Series

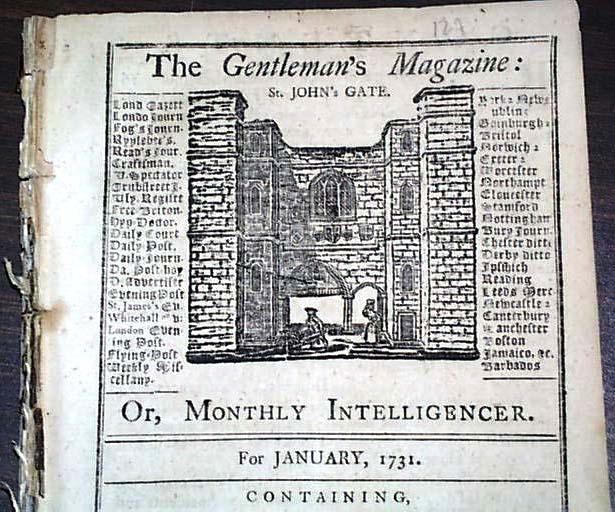
Portada del primer número de la revista, publicada en enero de 1731

- 1731–1735 The Gentleman's Magazine or Monthly Intelligencer
- 1736–1833 The Gentleman's Magazine and Historical Chronicle
- 1834–1856 (June) New Series: The Gentleman's Magazine
- 1856 (July)–1868 (May) New Series: The Gentleman's Magazine and Historical Review
- 1868 (June)–1922 Entirely New Series: The Gentleman's Magazine

## Catálogos bibliográficos
Además de un índice para cada año de The Gentleman's Magazine, que normalmente se publicaba con el número de diciembre de la revista, el Colegio de Armas compiló un catálogo completo que fue mecanografiado por la Sociedad Genealógica de Utah. Este catálogo de 75 volúmenes, que abarca los años 1731-1850, ofrece el nombre completo y una referencia abreviada de la fecha, el evento y cualquier otra persona(s) en cada entrada. El catálogo está disponible en la Family History Library (FHL) con el número de llamada 942 B2g Index, y también está disponible en microfilm (#599738-#599761) o microficha (#6026701). Además del índice, la FHL también tiene la propia revista disponible en varios formatos.
En 1891, George L. Gomme publicó resumen del contenido principal de The Gentleman's Magazine desde 1731 hasta 1868. La describe como "extractos de las publicaciones originales que contienen historia e información local, detalles topográficos e historia familiar se presentan aquí, organizados en volúmenes por condado".
Un conjunto de catálogo en cuatro volúmenes fue compilado por Samuel Ayscough (Bibliotecario del Museo Británico) con alguna ayuda o edición posterior de John Nichols y de Gabriel Richard. El contenido de estos catálogo es el siguiente:
- Volumen 1 – 1731 – 1786 (publicado por Samuel Ayscough)[7][8][9][10]
  - Índice de los ensayos, disertaciones y pasajes históricos (494 pp.)
  - Índice de la poesía (62 págs.)
  - Índice de nombres (239 págs.)
  - Índice de láminas (10 págs.)
  - Índice de libros (118 págs.)
- Volumen 2 - 1787 - 1818 (publicado por John Nichols)[11]
  - Índice de los ensayos, disertaciones y pasajes históricos (486 pp.)
  - Índice de la poesía (57 págs.)
  - Índice de nombres (519 págs.)
  - Índice de láminas (17 págs.)
  - Índice de libros (103 págs.)
  - Índice de libros anunciados (13 págs.)
  - Índice de las publicaciones musicales (3 págs.)
- Volumen 3 - 1731 - 1818 (publicado por John Nichols)
  - Índice de láminas (239 págs.)
- Volumen 4 - 1731 - 1780 (publicado por la British Record Society)
  - Índice de nombres y apellidos (687 págs.)

También existen varios catálogos referidos a eventos genealógicos publicados en The Gentleman's Magazine:
- Fry, Edward Alexander. "Index to the Marriages in the Gentleman's Magazine, 1731–1768" (London:[s.n.], 1922)
- Fry, Edward Alexander. "Index to the Biographical and Obituary Notices in Gentleman's Magazine, 1731–1780" (London: British Records Society, 1891)
- Matrimonios anunciados en The Gentleman's Magazine entre 1731 y 1768 fueron recogidos en Boyd's Marriage Index.[12]
- Obituarios incluidos en Musgrave's Obituaries.[13]
- Joseph Foster's index.[14]
- Bodleian Library's Internet Library of Early Journals.[15]

## Autores que escribieron para The Gentleman's Magazine
- Mark Akenside (1721-1770), médico y poeta
- Henry Aldrich (1647-1710), teólogo y filósofo inglés
- Richard Allestree o Allestry (1619-1681), eclesiástico monárquico y preboste del Eton College desde 1665
- Anthony Alsop (fallecido en 1726), clérigo y escritor poético de la Iglesia de Inglaterra.
- George Ashby (1724-1808), erudito inglés anticuario y presidente en algún momento del St. John's College, Cambridge
- Francis Atterbury (1663-1732), hombre de letras inglés, político, obispo de Rochester y deán de la Abadía de Westminster
- Samuel Badcock (1747-1788), ministro inglés no conformista, escritor teológico y crítico literario
- Henry Baker (1698-1774)
- John Bancks (1709-1751), escritor de obras diversas
- Mary Barber (c. 1685-c. 1755), poetisa, madre de nueve hijos y miembro del círculo de Swift
- Samuel Bowden (fl. 1733-1761), médico y poeta inglés (vivo en 1761 pero fallecido en 1778).
- John Bowle (1725-1788), hispanista y clérigo
- Samuel Boyse (1708-1749), poeta irlandés
- Peregrine Branwhite (1745-1795), poeta inglés
- Anna Eliza Bray (1790-1883), novelista británica
- James Norris Brewer (fl. 1799-1829), topógrafo y novelista inglés
- James Shudi Broadwood (1772-1851), fabricante de pianos en Middlesex y magistrado en Surrey
- Rev. Moses Browne (1704-1787), sacerdote y poeta de la Iglesia de Inglaterra
- Edward John Carlos (1798-1851), anticuario inglés y escritor sobre arquitectura
- Thomas Christie(1761-1796), escritor político radical
- Charles Clarke (fallecido en 1840), anticuario
- Rev. John Darwall (1731-1789), Iglesia de Inglaterra clérigo y himnodista
- William Hepworth Dixon (1821-1879), viajero inglés, historiador, autor
- Rev. John Duncombe (1729-1786)
- Rev. William Dunkin, D.D. (1709?-1765), poeta y clérigo anglicano irlandés
- William Falconer (1732-1769), poeta escocés
- Thomas Faulkner (topógrafo) (1777-1855), topógrafo de Chelsea, Fulham, Kensington, etc.
- James Frederic Ferguson (1807-1855), anticuario irlandés nacido en Charleston, Carolina del Sur
- Thomas Fisher (1772-1826)
- Rev. George Glasse (1761-1809), capellán y miembro de la Royal Society
- Sir Andrew Halliday (1782-1839), médico, reformista y escritor escocés
- Sir John Hawkins (1719-1789), autor inglés y amigo de Samuel Johnson y Horace Walpole
- Rev. William Hawkins (1722-1801), clérigo, poeta y dramaturgo inglés
- Susanna Highmore (1690-1750), poeta británica menor
- Samuel Johnson (1709-1784), lexicógrafo, poeta, crítico literario
- Andrew Kippis (1725-1795), no conformista inglés clérigo y biógrafo inglés
- Rev. John Langhorne (1735-1779), clérigo de la Iglesia de Inglaterra, poeta y cotraductor de la obra de Plutarco Vidas.
- William Lauder (c. 1680-1771), falsificador literario escocés; el artículo sobre John Milton El Paraíso Perdido fue en gran parte un plagio de obras anteriores
- Sir Sidney Lee (1859-1926)
- John Lockman (1698-1771), autor inglés
- Michael Lort (1725-1790), clérigo galés, académico y anticuario
- William Markham (1719-1807), divino inglés y arzobispo de York
- Arthur Murphy (1727-1805), Irish escritor
- Laetitia Pilkington (c.1709 a 1750), aventurera nacida en Dublín
- Robert Riccaltoun (1691-1769), divino presbiteriano escocés y amigo del poeta James Thomson (1700-1748)
- William Roscoe (1753-1831), historiador y escritor inglés; sus poemas aparecieron por primera vez en la revista en 1807.
- Richard Savage (c. 1697-1743), poeta inglés
- George Stephens (1813-1895), arqueólogo y filólogo inglés que trabajó en Escandinavia
- Jonathan Swift (1667-1745), escritor satírico, ensayista y panfletista político anglo-irlandés (primero para los Whigs y luego para los Tories), poeta y clérigo que llegó a ser Decano de la Catedral de San Patricio, Dublín

- Capitán Philip Thicknesse (1719-1792)
- James Thomson (1700-1748), poeta y dramaturgo escocés más conocido por su obra maestra Las estaciones y la letra de "¡Regla, Britannia!"
- Nigel Tourneur (18??-18??), seudónimo de un escritor de fin de siècle conocido por una sola obra-Hidden Witchery, una colección de siete cuentos y un breve drama en prosa
- Thomas Tyrwhitt (1730-1786), erudito clásico y crítico inglés.
- Michael Tyson (anticuario) (1740-1780), clérigo de la Iglesia de Inglaterra, académico, anticuario y artista
- Richard Weston (botánico) (1733-1806)
- Charles Woodmason (c. 1720-1789), poeta estadounidense nacido en Inglaterra
- Edward Young (1681-1765), poeta inglés, más recordado por Pensamientos nocturnos